# Белкеуць (комуна)
Белкеуць, Белкеуці (рум. Bălcăuți) або українською Балківці — комуна у повіті Сучава в Румунії. До складу комуни входять такі села (дані про населення за 2002 рік):
- Белкеуць (1536 осіб)
- Гропень (383 особи)
- Негостіна (1474 особи)

Комуна розташована на відстані 384 км на північ від Бухареста, 29 км на північний захід від Сучави, 140 км на північний захід від Ясс.

## Населення
За даними перепису населення 2002 року у комуні проживали 3393 особи.
Національний склад населення комуни:
| Національність | Кількість осіб | Відсоток |
| -------------- | -------------- | -------- |
| українці       | 2364           | 69,7%    |
| румуни         | 1021           | 30,1%    |
| поляки         | 5              | 0,1%     |
| німці          | 2              | 0,1%     |

Рідною мовою назвали:
| Мова       | Кількість осіб | Відсоток |
| ---------- | -------------- | -------- |
| українська | 2443           | 72,0%    |
| румунська  | 941            | 27,7%    |
| польська   | 5              | 0,1%     |
| німецька   | 3              | 0,1%     |

Склад населення комуни за віросповіданням:
| Релігія                             | Кількість осіб | Відсоток |
| ----------------------------------- | -------------- | -------- |
| православні                         | 2526           | 74,4%    |
| п'ятдесятники                       | 215            | 6,3%     |
| греко-католики                      | 208            | 6,1%     |
| бретрени                            | 152            | 4,5%     |
| баптисти                            | 34             | 1,0%     |
| адвентисти                          | 10             | 0,3%     |
| римо-католики                       | 6              | 0,2%     |
| лютерани (Аугсбурзького сповідання) | 6              | 0,2%     |
| мусульмани                          | 1              | < 0,1%   |
| не вказали релігію                  | 2              | 0,1%     |